# Helene von Nassau

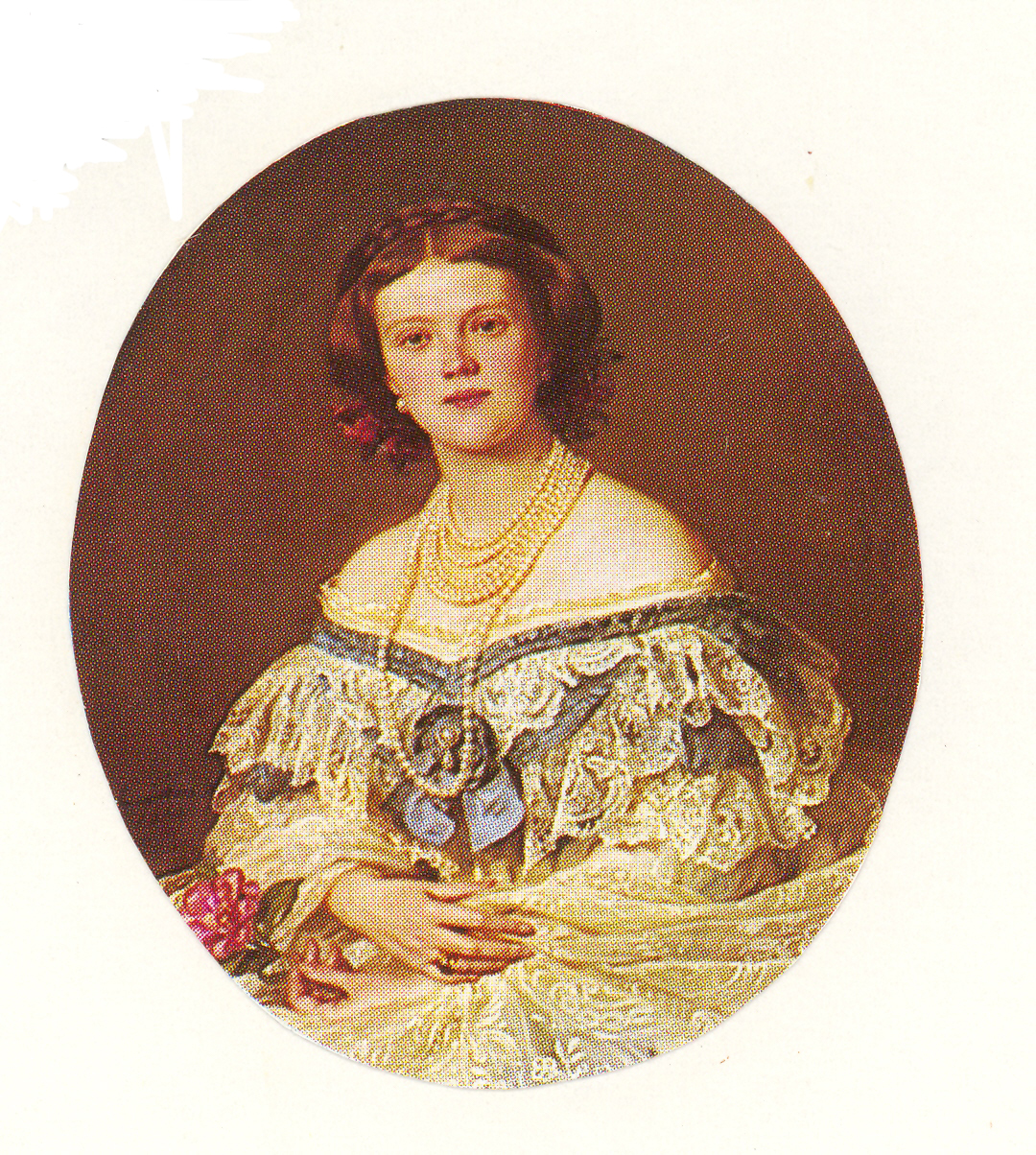
Prinzessin Helene von Nassau, spätere Fürstin zu Waldeck und Pyrmont

Helene Wilhelmine Henriette von Nassau (* 12. August 1831 in Wiesbaden; † 27. Oktober 1888 in Pyrmont) war durch Heirat Fürstin zu Waldeck und Pyrmont.

## Leben

Fürst Georg Viktor zu Waldeck und Pyrmont

Helene war die Tochter von Herzog Wilhelm von Nassau (1792–1839) und seiner zweiten Frau Pauline (1810–1856), einer geborenen Prinzessin von Württemberg.
Am 26. September 1853 heiratete Prinzessin Helene den Fürsten Georg Viktor zu Waldeck und Pyrmont. Gemeinsam bekamen sie sieben Kinder, sechs Mädchen und einen Jungen, darunter die spätere Königin und Regentin Emma der Niederlande, die zweite Gemahlin des niederländischen Königs Wilhelm III. Die älteste Tochter Sophie starb 1869, erst 15-jährig, in England an der Tuberkulose.

## Kinder
- Sophie (* 27. Juli 1854; † 5. August 1869)
- Pauline (* 19. Oktober 1855; † 3. Juli 1925) ⚭ Alexis Fürst zu Bentheim und Steinfurt
- Marie (* 23. Mai 1857; † 30. April 1882) ⚭ Prinz Wilhelm von Württemberg, den späteren König Wilhelm II. von Württemberg
- Emma (* 2. August 1858; † 20. März 1934) Königin und Regentin der Niederlande
- Helene (* 17. Februar 1861; † 1. September 1922) ⚭ Leopold, Herzog von Albany, Eltern Karl Eduards, des letzten Herzogs von Sachsen-Coburg und Gotha
- Friedrich (* 20. Januar 1865; † 26. Mai 1946), der letzte regierende Fürst von Waldeck-Pyrmont
- Elisabeth (* 6. September 1873; † 23. November 1961) ⚭ Fürst Alexander zu Erbach-Schönberg